# Oranjestraat (Almelo)
De Oranjestraat in Almelo is een winkelstraat met horecagelegenheden en behoort tot de oudste delen van de stad.
Deze straat aan het einde van de Grotestraat verbindt het centrum met de Ootmarsumsestraat. Vanuit de Oranjestraat is Sint Georgiusbasiliek goed te zien, maar deze staat nog net in de Boddenstraat. De Oranjestraat heette vroeger Groote Stege. Er heeft een molen aan gestaan, wat je nog terugvindt in de naam van de zijstraat Molenstraat. Tussen de Doelenstraat en Oranjestraat stond een schuur met dubbele kap. Deze houtstek is verplaatst naar de haven van Almelo waar het nu dienstdoet als havengebouw. De straat is in tegenstelling tot de Grotestraat en Ootmarsumsestraat niet bijzonder lang en is daardoor een gemakkelijk oriënteringspunt in het centrum van Almelo. In de straat geldt eenrichtingsverkeer voor gemotoriseerd verkeer.

## Zie ook

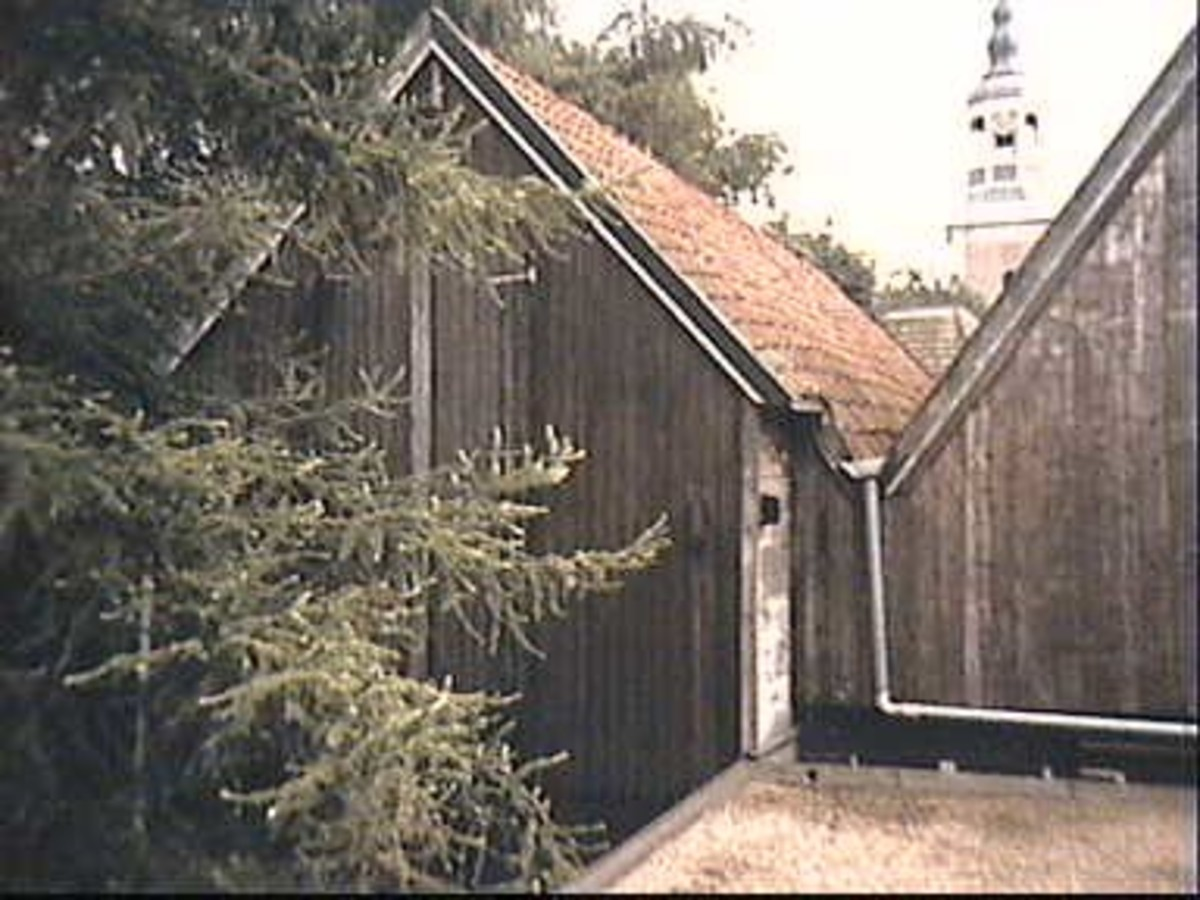
De houtstek in 1989 op oorspronkelijke plaats in de Oranjestraat, thans havengebouw Almelo
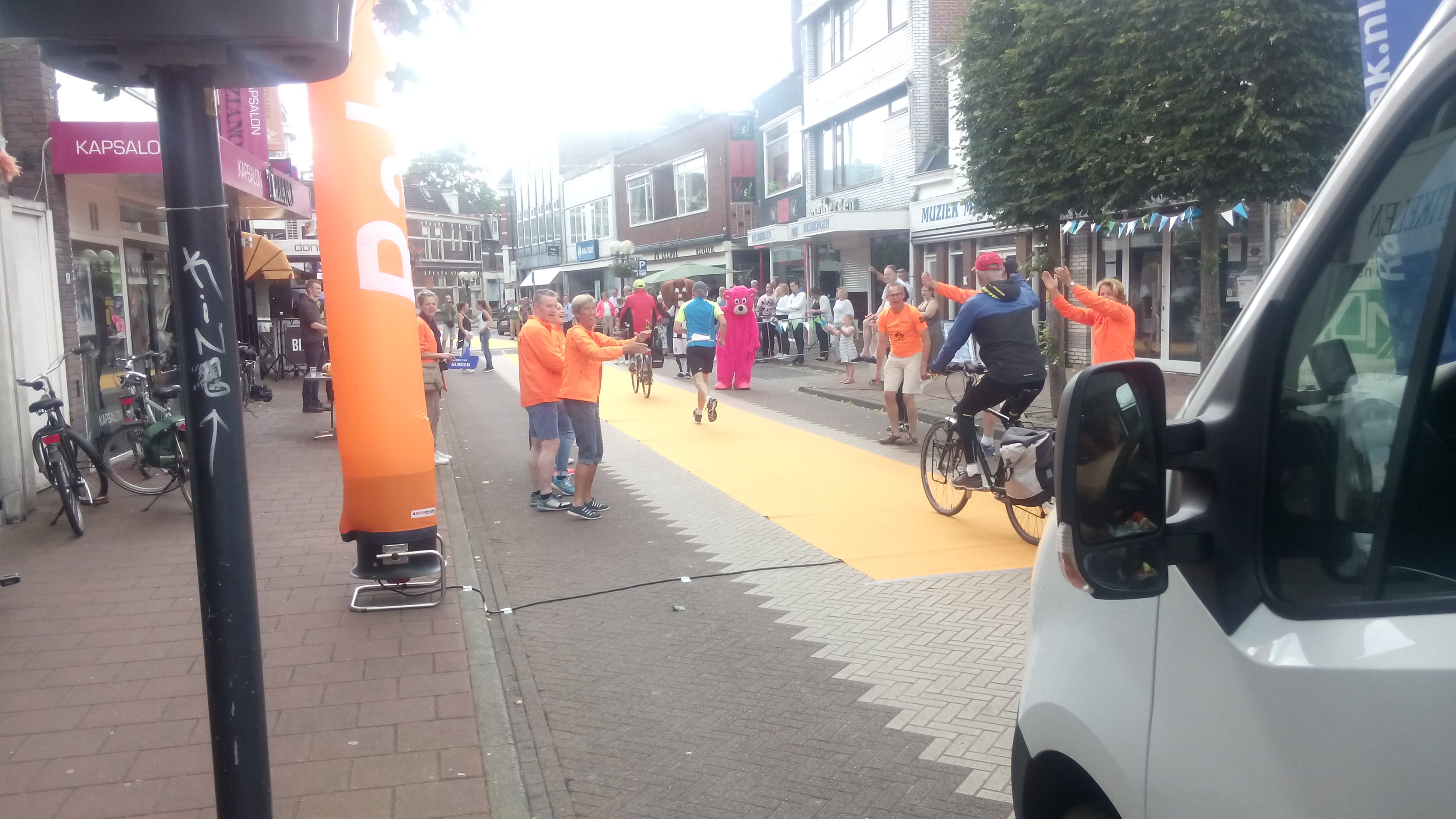
Roparun 2017 door Oranjestraat